# (4335) Verona
(4335) Verona ist ein Hauptgürtelasteroid, der am 1. November 1983 am Osservatorio „Giordano Bruno“ in Cavriana entdeckt wurde. Er hat einen Durchmesser von 5,15 km und eine relative helle Oberfläche mit einer Albedo von etwa 0,24.
Der Asteroid wurde nach der italienischen Stadt Verona benannt.